# Big Bang Vol. 1
Albums de Big Bang
Number 1
(2008)
Singles
1. We Belong Together
Sortie : 28 août 2006
2. Big Bang Is V.I.P
Sortie : 28 septembre 2006
3. Big Bang
Sortie : 21 novembre 2006

Big Bang Vol. 1 ou Big Bang Vol. 1 – Since 2007 est le premier album studio du boys band sud-coréen Big Bang, sorti le 22 décembre 2006 par YG Entertainment.
De nombreuses chansons incluses dans leur album studio ont été écrites et composées par les membres du groupe eux-mêmes, notamment par G-Dragon.

## Liste des pistes
| Big Bang Vol. 1 | Big Bang Vol. 1                                         | Big Bang Vol. 1          | Big Bang Vol. 1 | Big Bang Vol. 1 | Big Bang Vol. 1 | Big Bang Vol. 1 | Big Bang Vol. 1 | Big Bang Vol. 1 | Big Bang Vol. 1 |
| No              | Titre                                                   | Auteur                   | Producteur(s) | Durée           |                 |                 |                 |                 |                 |
| --------------- | ------------------------------------------------------- | ------------------------ | --- | --------------- | --------------- | --------------- | --------------- | --------------- | --------------- |
| 1.              | Intro (Big Bang)                                        | G-Dragon                 | Perry | 0:26            |                 |                 |                 |                 |                 |
| 2.              | She Can't Get Enough                                    | G-Dragon, Kim Ina, NoviD | Bradley Spalter, Carlos Adaamick Mendoza, Jean Rodriguez, Michael Norfleet, Phillip White, Robbi Nevil, Wesly Rodriguez | 3:29            |                 |                 |                 |                 |                 |
| 3.              | Dirty Cash                                              | 072, G-Dragon, NoviD     | Andy Love, Jos Jorgensen, NoviD                                                                                         | 3:14            |                 |                 |                 |                 |                 |
| 4.              | Next Day (다음날, Da-eumnal) (solo de Seungri)          | Sim Jae-hee              | Derek Bramble | 4:03            |                 |                 |                 |                 |                 |
| 5.              | Big Boy (solo de T.O.P avec Lee Ji-eun)                 | T.O.P                    | Brave Brothers, T.O.P                                                                                                   | 3:18            |                 |                 |                 |                 |                 |
| 6.              | Shake It (흔들어, Heundeul-eo) (avec Lee Ji-eun)        | G-Dragon                 | Brave Brothers, G-Dragon                                                                                                | 3:46            |                 |                 |                 |                 |                 |
| 7.              | A Fool's Only Tears (눈물뿐인 바보, Nunmulppun-in Babo) | An Young-min, G-Dragon   | Jeon Seung Woo | 4:03            |                 |                 |                 |                 |                 |
| 8.              | My Girl (solo de Taeyang)                               | G-Dragon                 | Israel Dwaine Cruz | 3:52            |                 |                 |                 |                 |                 |
| 9.              | La La La                                                | Big Bang                 | Perry | 3:00            |                 |                 |                 |                 |                 |
| 10.             | This Love (solo de G-Dragon)                            | G-Dragon                 | Adam Levine, G-Dragon, James Valentine, Jesse Carmichael, Mickey Madden, Ryan Dusick                                    | 3:31            |                 |                 |                 |                 |                 |
| 11.             | Try Smiling (웃어본다, Us-eobonda) (solo de Daesung)    | An Young-min, NoviD      | Lee Ryu-won | 4:12            |                 |                 |                 |                 |                 |
| 36:52           |                                                         |                          | |                 |                 |                 |                 |                 |                 |

## Classements
| Date de sortie   | Pays         | Période      | Meilleures positions | Ventes | Ventes totales   | Durée           |
| ---------------- | ------------ | ------------ | -------------------- | ------ | ---------------- | --------------- |
| 21 décembre 2006 | Corée du Sud | Hebdomadaire | 1                    | 27 877 | Non communiquées | 8 semaines      |
| 21 décembre 2006 | Corée du Sud | Mensuel      | 10                   | 33 343 | Non communiquées | Non communiquée |
| 21 décembre 2006 | Corée du Sud | Fin d'année  | 39                   | 33 343 | 48 009           | Non communiquée |